# Hans-Sachs-Gymnasium Nürnberg
Das Hans-Sachs-Gymnasium (kurz: HSG) ist ein staatliches Gymnasium in Nürnberg. Es befindet sich unweit der Altstadt im Stadtteil Maxfeld und wurde nach dem Nürnberger Meistersinger Hans Sachs (1494–1576) benannt. Neben dem denkmalgeschützten Haupthaus verfügt das HSG zusätzlich noch über einen Neubau namens „Würfel“.

## Geschichte

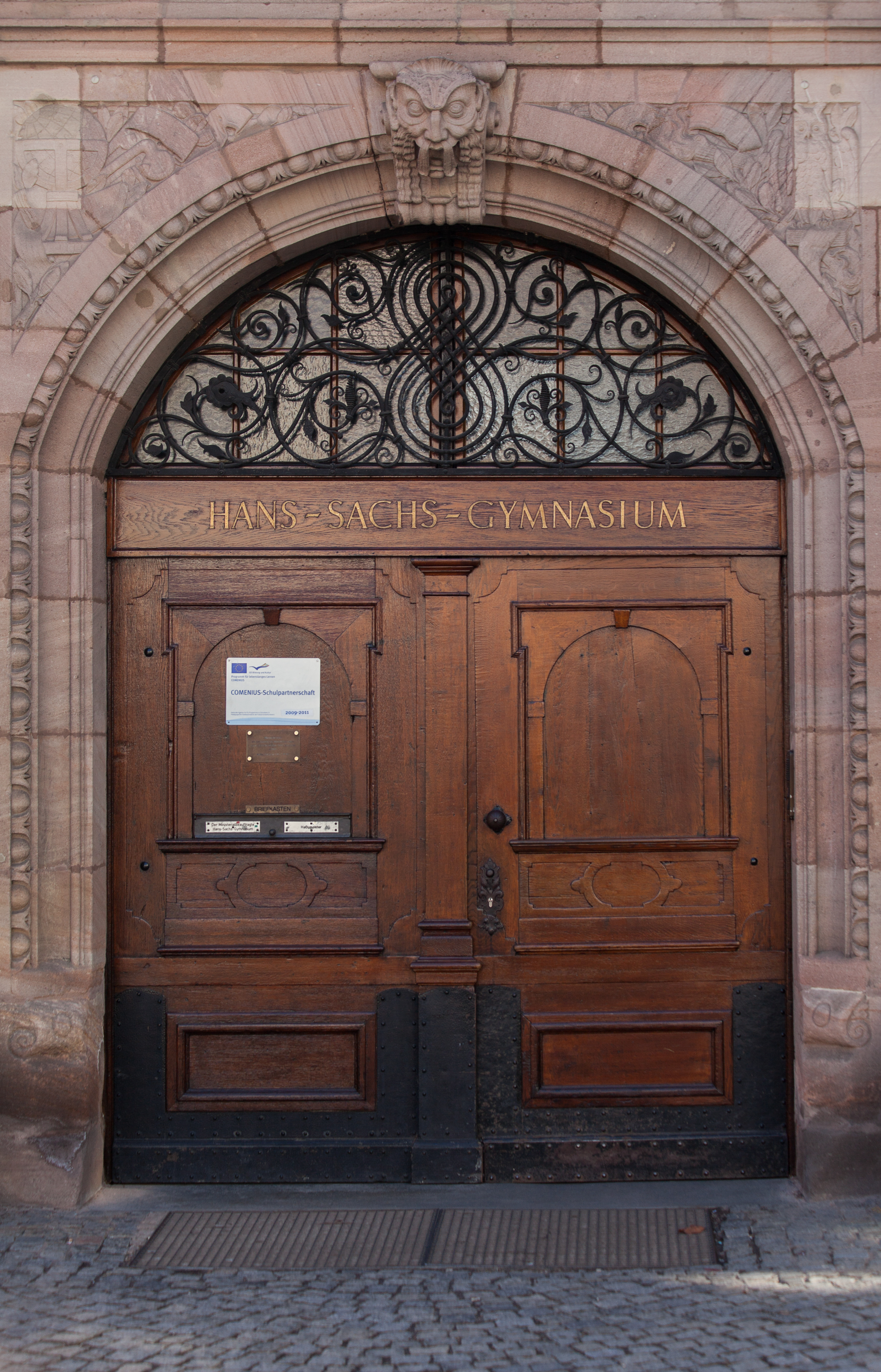
Eingangsportal des Hans-Sachs-Gymnasiums Nürnberg.

1903 wurde das Hans-Sachs-Gymnasium als königliche Kreis-Realschule II gegründet. Das Schulgebäude – das Löbleinschulhaus – aus den ersten Tagen besteht noch heute. Es steht mittlerweile unter Denkmalschutz. Im Jahr 1976 wurden Mädchen an der bis dahin als „Gymnasium für Knaben“ geführten Schule zugelassen.
An der Schule gibt es einen naturwissenschaftlich-technologischen und einen sprachlichen Zweig mit den Sprachen Englisch, Latein und Französisch oder Spanisch.
Seit September 2007 hat das Hans-Sachs-Gymnasium den Status einer voll anerkannten UNESCO-Projektschule.
Im Jahr 2008 wurde ein Zweiggebäude mit Mensa und Betreuungsräumen eröffnet, 2010 eine neue Dreifachturnhalle.
Das Hans-Sachs-Gymnasium hat sich 2016 als Schule ohne Rassismus, Schule mit Courage gegen Diskriminierungen und Rassismus verpflichtet.
Diese Bildungsstätte erfuhr in ihrer Geschichte mehrere Namensänderungen:
- 1903–1907 Kreisrealschule II
- 1907–1918 Königliche Kreis-Oberrealschule
- 1918–1924 Kreis-Oberrealschule
- 1924–1928 Oberrealschule Nürnberg
- 1928–1940 Alte Oberrealschule
- 1940–1945 Oberrealschule für Jungen
- 1945–1963 Oberrealschule an der Löbleinstraße
- seit 1963 Hans-Sachs-Gymnasium Nürnberg

## Schulleben
Eine besondere Stellung gegenüber benachbarten Gymnasien hat das HSG durch seinen bilingualen Zweig, in dem einzelne Fächer wie Geschichte oder Erdkunde auf Englisch unterrichtet werden. Ab 2007 beteiligt sich das Hans-Sachs-Gymnasium an einem Projekt der Universität Cambridge, England, bei dem Bild- und Tonmaterialien für Studenten der Geschichte an der Universität Cambridge hergestellt werden sollen.
Möglichkeiten für einen Schüleraustausch bestehen aktuell mit Argentinien, Chile, Frankreich, Großbritannien, Neuseeland, Polen, Spanien, Südafrika, Tschechien, Türkei und  Ungarn.
Im Hans-Sachs-Gymnasium ist die Dienststelle des Ministerialbeauftragten für die Gymnasien in Mittelfranken, der die Schulaufsicht über alle Gymnasien des Regierungsbezirks hat.
Am Gymnasium gibt es ein Seminar zur Lehrerausbildung in den Fächern Deutsch, Englisch, Geschichte, Mathematik, Physik, Informatik, Geographie, Wirtschaft/Recht und Sport.

## Persönlichkeiten

### Schüler
- Thomas Bauer (* 1957), Regierungspräsident der Regierung von Mittelfranken
- Freimut Bodendorf (* 1953), Ordinarius und Inhaber des Lehrstuhls Wirtschaftsinformatik II an der Friedrich-Alexander-Universität Erlangen-Nürnberg
- Elmar Gunsch (1931–2013), Moderator
- Ernst Häublein (1911–1971), Komponist und Musiklehrer
- Franz Georg Kaltwasser (1927–2011) (Notabitur 1946), Bibliothekswissenschaftler und Leiter der Bayerischen Staatsbibliothek
- Eckehardt Knöpfel (Abitur 1966), Publizist, Autor und Pädagoge; 1995–2003 Vorsitzender im Verband der Pädagogiklehrerinnen und Pädagogiklehrer
- Shermin Langhoff (* 1969), Theatermacherin
- Maximilian Müller (* 1987), (Abiturient 2007) Hockey-Nationalspieler, Olympiasieger 2012 und Spieler beim Nürnberger HTC
- Martin Scherber (1907–1974), Nürnberger Komponist (Metamorphosen-Symphonien)
- Dennis Solomon (* 1966), Professor für Bürgerliches Recht, Internationales Privatrecht und Rechtsvergleichung an der Universität Passau.
- Jürgen Zeidler, Ägyptologe und Keltologe, Professor an der Universität Trier.
- Philipp Plein (* 1978), Modedesigner

### Lehrer
- Hans Hess (1864–1940), Konrektor bis 1929[5]
- Karl Hunger (1889–1946)
- Thomas Lang (* 1973), Bürgermeister von Lauf an der Pegnitz